# Повереништва при Председништву АСНОС
Повереништва при Председништву АСНОС имала су функцију и карактер прелазне Владе Србије, у периоду од ослобођења делова Србије, новембра 1944. до конституисања органа Федералне Државе Србије, априла 1945. године. Формирана су 18. новембра 1944. одлуком Председништва АСНОС и имала су дванаест ресора. Укинута су 9. априла 1945. када је Антифашистичка скупштина народног ослобођења Србије (АСНОС) преименована у Народну скупштину Србије, која је истог дана изабрала Народну Владу Србије.

## Историјат
Одмах након ослобођења већег дела Србије, у Београду је 9. новембра 1944. сазвана Велика антифашистичка народно-ослободилачка скупштина Србије на којој је конституисана Антифашистичка скупштина народног ослобођења Србије (АСНОС) као врховни законодавни и извршни орган државне власти Србије. На челу АСНОС налазило се Председништво чији је председник био Синиша Станковић, а потпредседници — Александар Ранковић, Станоје Симић и Радован Грујић. Како би рад Председништва АСНОС био ефектнији оно је 18. новембра 1944. донело одлуку о образовању повереништва при Председништву и именовало поверенике који су чинили највишу привремену извршну власт.
Главни задаци повереништава при Председништву АСНОС били су нормализација живота и рада, на ослобођеном подручју. Посебна улога била је намењена Повереништву за обнову, које је имало задатак да организује привреду, координира и нормализује рад на економском обнављању са пдругим повереништвима. Повереништво за обнову укинуто је јануара 1945, када је формиран Привредни савет на чијем се челу налазио дотадашњи повереник Павле Савић. Повереништво за народно здравље организовало је посебну акцију на сузбијању пегавог тифуса на подручју Србије, док је Повереништво финансија донело је уредбу о оснивању Привредне банке Србије, давању помоћи необезбеђеним породицама погинулих бораца НОВ и ПОЈ, инвалидима и жртвама фашистичког терора. Повереништво пољопривреде организовало је прикупљање летине и пролећу сетву, издало посебну  нардебу којом се забрањује клање стоке у Србији, како би се обновио десетковани сточни фонд.
Повереништво за просвету, поред израде новог буквара, преузело је на себе издавање јединствених уџбеника државног издања, помоћних књига и наставних средстава за народне, грађанске, учитељске и средње школе. Решењима овог Повереништвапрестали су да важе закони о универзитету из 1941. и поништена сва постављења и унапређења на Универзитету у Београду, након 6. априла 1941. године. До марта 1945. ПОвереништвео је успело да организује рад 2.397 основних школа, свих гимназија, а недостатак наставног кадра, надокнађен је укључивањем у наставу несвршених ђака гимназије и учитељских школа.
До априла 1945. Повереништва су успела да делом оживе привреду, организују нове органе власти, организују исхрану и снабдевање, посебно за Југословенску армију (ЈА) системом реквизије. На социјалном и здравственом плану повереништва су увела мобилизацију лекара, покренула решавање проблема близу 300.000 избеглица у Србији, обнову здравствених установа и апотека, набавку лекова, кампању борбе против пегавца и других заразних болести. Повереништво социјалне политике поред помоћи жртвама рата, организовало је смештај социјално угрожене деце слањем у Бугарску.
На Другом заседању АСНОС, одржаном у Београду од 7. до 9. априла 1945. АСНОС је преименован у Народну скупштину Србије, која је потом изабрала прву Народну Владу Србије.

## Састав Повереништва
| Функција                        | Име и презиме        | Странка                   | Напомена | Реф.  |
| ------------------------------- | -------------------- | ------------------------- | -------- | ----- |
| председник Председништва АСНОС  | Синиша Станковић     | КП Југославије            |          | [ 3 ] |
| повереник за обнову             | Павле Савић          | КП Југославије            |          | [ 3 ] |
| повереник за грађевине          | Михаило Ђуровић      | Народна радикална странка |          | [ 3 ] |
| повереник за привреду           | Миливоје Перовић     | КП Југославије            |          | [ 3 ] |
| повереник за исхрану            | Живота Ђермановић    | Народна сељачка странка   |          | [ 3 ] |
| повереник за просвету           | Митра Митровић       | КП Југославије            |          | [ 3 ] |
| повереник за народно здравље    | Војислав Дулић       | КП Југославије            |          | [ 3 ] |
| повереник за социјалну политику | Светозар Крстић      |                           |          | [ 3 ] |
| повереник за финансије          | Мита Станисављевић   |                           |          | [ 3 ] |
| повереник за правосуђе          | Милован Крџић        |                           |          | [ 3 ] |
| повереник за унутрашњих послова | Милентије Поповић    | КП Југославије            |          | [ 3 ] |
| повереник за пољопривреду       | прота Милан Смиљанић | Народна радикална странка |          | [ 3 ] |
| повереник за шуме               | Петар Мундрић        |                           |          | [ 3 ] |